# Chiesa di San Callisto
La chiesa di San Callisto è un luogo di culto cattolico di Roma, nel rione Trastevere, in Piazza di S. Calisto, 6.

## Storia e descrizione
Di origini antiche, secondo la tradizione è costruita sulla casa ove abitualmente si ritirava a pregare papa Callisto I (217-222) e dove subì il martirio per affogamento: nel cortile dell'ex convento, annesso alla chiesa, si trova la vera del pozzo ove si narra sia stato martirizzato il pontefice. Il pozzo è conservato nella Chiesa consacrata al santo, mentre la pietra che gli fu legata al collo nella vicina Basilica Maggiore di S. Maria in Trastevere, rimane insieme ad altri strumenti di tortura .
Sul luogo del martirio fu inizialmente costruito un oratorio commemorativo e poi, nell'VIII secolo, papa Gregorio III vi fece erigere un tempio. Ricostruita nel XII secolo, la chiesa fu nuovamente riedificata nel 1610 su progetto di Orazio Torriani, quando venne innalzato anche il monastero annesso per ospitarvi i monaci benedettini. Dal 1517 la chiesa è sede dell'omonimo titolo cardinalizio. A causa dell'occupazione francese all'inizio dell'Ottocento, entrambi gli edifici subirono gravi danni che resero necessari sostanziosi restauri operati durante il pontificato di Pio IX nel 1851. L'insieme fu sottoposto a nuovi, rilevanti restauri negli anni trenta, condotti dall'architetto Giuseppe Momo.
La facciata della chiesa è quella del XVII secolo che mostra, nell'ordine superiore, lo stemma di Paolo V. L'interno è ad una sola navata con una cappella per lato e conserva, in particolare:
- nella cappella di destra, due angeli assegnati a Gian Lorenzo Bernini,
- essi sorreggono il quadro di Pier Leone Ghezzi San Mauro abate;
- nella volta, la Gloria di san Callisto affrescata da Antonio Achilli;
- nella cappella di sinistra, il pozzo dove secondo la tradizione subì il martirio papa Callisto I.